# Love and Death
Love and Death (bra: A Última Noite de Boris Grushenko; prt: Nem Guerra, Nem Paz) é um filme estadunidense de 1975, uma comédia dirigida por Woody Allen.
Os diálogos e cenários parodiam os clássicos da literatura russa, principalmente as obras de Dostoiévsky e Tolstoy, tais como Os irmãos Karamazov, Crime e Castigo, O jogador, O Idiota e Guerra e Paz.

## Sinopse
No século XIX, um russo (Woody Allen), na véspera de ser executado por franceses por um assassinato que não cometeu, recorda toda a sua vida desde criança até ser forçado a se alistar e defender seu país da invasão napoleônica, que ironicamente lhe propiciou condecorações quando se tornou acidentalmente um herói. No entanto, sua situação se complica, pois se casa com a mulher que sempre amou, mas esta planeja matar Napoleão.

## Elenco
- Woody Allen...Boris Grushenko
- Diane Keaton...Sonja
- Georges Adet...Velho Nehamkin
- Harry Hankin...tio Sasha
- Jessica Harper...Natasha
- Harold Gould...Anton Ivanovich Lebedokov
- James Tolkan...Napoleão
- Olga Georges-Picot...Condessa Alexandrovna
- Beth Porter...Anna
- Zvee Scooler...Father
- Jessica Harper...Natasha
- Féodor Atkine...Mikhail Grushenko
- Despo Diamantidou...mãe de Boris
- Yves Barsacq...Rimsky
- Yves Brainville...Andre
- Brian Coburn...Dimitri
- Tony Jay...Vladimir Maximovitch
- Howard Vernon...General Leveque
- Aubrey Morris...Soldado 4
- Alfred Lutter...Jovem Boris
- Sol Frieder...Voskovec
- Lloyd Battista...Don Francisco
- Frank Adu...Sargento

## Banda sonora
- The Magic Flute Overture, K620 - (1791) - Written by Wolfgang Amadeus Mozart
- Lieutenant Kijé, Suite for Orchestra, Op. 60 - (1934) - Written by Sergei Prokofiev
- Alexander Nevsky, Cantata for Mezzo-soprano, Chorus, & Orchestra, Op. 78 - (1938) - Written by Sergei Prokofiev
- The Love for Three Oranges, Suite for Orchestra, Op. 33 - (1919) - Written by Sergei Prokofiev
- String Quintet In E, Op. 13 No. 5: Minuet - Written by Luigi Boccherini
- Scythian Suite, for Orchestra, Op. 20 - Written by Sergei Prokofiev